# ビジョメガネ
ビジョメガネとはソニー・マガジンズが発行する月刊誌『デジモノ×ステーション』に掲載されていたグラビア連載である。かつては「〜グラビアの美女〜」というサブタイトルが付けられていた。

## 概要
1999年の「デジモノ×ステーション」創刊時より掲載。「美女と眼鏡のコラボレーション」をコンセプトに、若手女優やアイドルの貴重な眼鏡姿を見られるグラビア企画として読者から人気を博した。誌面にて当コーナーは4ページで構成されており、モデルが眼鏡を掛けている姿と掛けていない姿の写真を半々の割合で掲載してバランスをとっていた。モデルによっては複数の眼鏡フレームおよび衣装を着用したほか、自身の私物である度付眼鏡を掛けた姿が掲載されたこともあった。なおコンセプトの都合、眼鏡をトレードマークとしているアイドル（メガドル）がモデルに登場することはなかった。
2005年〜2011年にかけては、誌面掲載分に未公開カットを追加した写真集が計5冊発売。2011年以後は写真集を発売せず、誌面と同様の写真を「デジモノ×ステーション」HPでも公開、誌面では見られないオフショットや撮影裏話も掲載して誌面との差別化を図った。
2016年3月、掲載誌である「デジモノ×ステーション」の電子書籍化移行に伴い、同年5月号の掲載を以って掲載を終了した。

## 掲載モデル
掲載モデルは「glasses.○○（数字）」と表現されている（同一モデルが複数回掲載される場合でも同じ番号は使用されず、すべて通し番号が振られている）。なお、（）内の所属グループは掲載当時のもの。
- glasses.001 黒谷友香
- glasses.002 長谷川京子
- glasses.003 黒澤優
- glasses.004 阿部美穂子
- glasses.005 麻生久美子
- glasses.006 上戸彩
- glasses.007 宮崎あおい
- glasses.008 小向美奈子
- glasses.009 片瀬那奈
- glasses.010 吉岡美穂
- glasses.011 市川由衣
- glasses.012 平山あや
- glasses.013 星野真里
- glasses.014 綾瀬はるか
- glasses.015 奥菜恵
- glasses.016 杏さゆり
- glasses.017 MEGUMI
- glasses.018 小倉優子
- glasses.019 内山理名
- glasses.020 佐田真由美
- glasses.021 小西真奈美
- glasses.022 小池栄子
- glasses.023 熊田曜子
- glasses.024 田中麗奈
- glasses.025 篠原涼子
- glasses.026 麻生久美子
- glasses.027 香里奈
- glasses.028 京野ことみ
- glasses.029 若槻千夏
- glasses.030 石田未来
- glasses.031 夏川純
- glasses.032 蒼井優
- glasses.033 加藤ローサ
- glasses.034 上戸彩
- glasses.035 宮地真緒
- glasses.036 浅見れいな
- glasses.037 相武紗季
- glasses.038 酒井若菜
- glasses.039 森下千里
- glasses.040 上野樹里
- glasses.041 和希沙也
- glasses.042 新垣結衣
- glasses.043 小林恵美
- glasses.044 安めぐみ
- glasses.045 ほしのあき
- glasses.046 小野真弓
- glasses.047 相武紗季
- glasses.048 浜田翔子
- glasses.049 若槻千夏
- glasses.050 上戸彩
- glasses.051 夏帆
- glasses.052 堀北真希
- glasses.053 工藤里紗
- glasses.054 山崎真実
- glasses.055 藤井美菜
- glasses.056 南明奈
- glasses.057 成海璃子
- glasses.058 川村ゆきえ
- glasses.059 小松彩夏
- glasses.060 戸田恵梨香
- glasses.061 北川景子
- glasses.062 石原さとみ
- glasses.063 hiroko（mihimaru GT）
- glasses.064 志田未来
- glasses.065 中川翔子
- glasses.066 多部未華子
- glasses.067 秦みずほ
- glasses.068 北乃きい
- glasses.069 杉崎美香
- glasses.070 南明奈
- glasses.071 香椎由宇
- glasses.072 谷村美月
- glasses.073 小林涼子
- glasses.074 真木よう子
- glasses.075 秋山莉奈
- glasses.076 皆藤愛子
- glasses.077 南明奈
- glasses.078 愛衣
- glasses.079 吉高由里子
- glasses.080 alan
- glasses.081 福田萌
- glasses.082 谷村美月
- glasses.083 仲里依紗
- glasses.084 川村ゆきえ
- glasses.085 小池里奈
- glasses.086 優木まおみ
- glasses.087 福田沙紀
- glasses.088 川島海荷
- glasses.089 篠田麻里子（AKB48）
- glasses.090 原幹恵
- glasses.091 真野恵里菜
- glasses.092 桜庭ななみ
- glasses.093 宮本笑里
- glasses.094 ベッキー♪♯
- glasses.095 臼田あさ美
- glasses.096 北乃きい
- glasses.097 仲里依紗
- glasses.098 渡り廊下走り隊
- glasses.099 荒井萌
- glasses.100 小林涼子
- glasses.101 加藤夏希
- glasses.102 奥田恵梨華
- glasses.103 山下リオ
- glasses.104 蒼あんな・れいな
- glasses.105 川口春奈
- glasses.106 野波麻帆
- glasses.107 武井咲
- glasses.108 夏菜
- glasses.109 スマイレージ
- glasses.110 中川翔子
- glasses.111 おかもとまり
- glasses.112 瀧本美織
- glasses.113 大島麻衣
- glasses.114 渡り廊下走り隊7
- glasses.115 篠崎愛
- glasses.116 ももいろクローバーZ
- glasses.117 剛力彩芽
- glasses.118 吉木りさ
- glasses.119 芹那
- glasses.120 藤岡みなみ
- glasses.121 忽那汐里
- glasses.122 真野恵里菜
- glasses.123 菊池亜希子
- glasses.124 尾野真千子
- glasses.125 本田翼
- glasses.126 能年玲奈
- glasses.127 日南響子
- glasses.128 宮澤佐江（AKB48）
- glasses.129 生駒里奈（乃木坂46）
- glasses.130 渡辺麻友（AKB48）
- glasses.131 土屋太鳳
- glasses.132 倉科カナ
- glasses.133 小野恵令奈
- glasses.134 矢島舞美（℃-ute）
- glasses.135 最上もが（でんぱ組.inc）
- glasses.136 山本美月
- glasses.137 有村架純
- glasses.138 川島海荷
- glasses.139 松岡茉優
- glasses.140 三吉彩花
- glasses.141 川口春奈
- glasses.142 島崎遥香（AKB48）
- glasses.143 マギー
- glasses.144 鞘師里保（モーニング娘。'14）
- glasses.145 小島藤子
- glasses.146 松井玲奈（SKE48）
- glasses.147 門脇麦
- glasses.148 中村静香
- glasses.149 小松菜奈
- glasses.150 杉咲花
- glasses.151 兒玉遥（NMB48）
- glasses.152 優希美青
- glasses.153 山崎紘菜
- glasses.154 トリンドル玲奈
- glasses.155 水原佑果
- glasses.156 広瀬すず
- glasses.157 植田真梨恵
- glasses.158 早見あかり
- glasses.159 佐藤ありさ
- glasses.160 小島瑠璃子
- glasses.161 中条あやみ
- glasses.162 桜井ユキ
- glasses.163 松井愛莉
- glasses.164 清水富美加
- glasses.165 波瑠
- glasses.166 武田玲奈
- glasses.167 仁村紗和
- glasses.168 中村ゆりか
- glasses.169 葵わかな
- glasses.170 松岡茉優

実質上の101回目となった2010年7月号では連載100回を記念し、「番外編・ビジョメガネクロニクル」として過去の写真から掲載（掲載モデルは熊田曜子、相武紗季、成海璃子、優木まおみ、川島海荷）。

## 書籍
- ビジョメガネ(2005年11月19日 初版発行)
  - 掲載モデル(掲載順)
    - ほしのあき・加藤ローサ・小倉優子・小西真奈美・蒼井優・上野樹里・綾瀬はるか・麻生久美子・浅見れいな・片瀬那奈・若槻千夏・石田未来・新垣結衣・杏さゆり・和希沙也・小林恵

  - インタビュー
    - 江口寿史・庵野秀明・北川昌弘・和希沙也
- ビジョメガネ2(2006年6月24日 初版発行)
  - 掲載モデル(掲載順)
    - 堀北真希・安めぐみ・夏帆・工藤里紗・小野真弓・森下千里・吉岡美穂・小向美奈子・浜田翔子・若槻千夏・香里奈

  - インタビュー
    - 江口寿史・Tommy february6・北川昌弘
- ビジョメガネ3(2007年9月27日 初版発行)
  - 掲載モデル(掲載順)
    - 中川翔子・戸田恵梨香・多部未華子・川村ゆきえ・南明奈・山崎真実・小松彩夏・志田未来・藤井美菜・北川景子

  - インタビュー
    - 江口寿史・北川昌弘・中川翔子
- ビジョメガネ4(2009年8月27日 初版発行)
  - 掲載モデル(掲載順)
    - 真木よう子・吉高由里子・皆藤愛子・香椎由宇・仲里依沙・谷村美月・小林涼子・福田萌・篠田麻里子・原幹恵・愛衣・小池里奈・alan・杉崎美香

  - インタビュー
    - 江口寿史・北川昌弘
- ビジョメガネ5(2011年4月 初版発行)
  - 掲載モデル
    - 蒼あんな・れいな・臼田あさ美・加藤夏希・桜庭ななみ・スマイレージ・中川翔子・仲里依紗・夏菜・野波麻帆・真野恵里菜・山下リオ・渡り廊下走り隊

  - インタビュー
    - 江口寿史

## 電子書籍
- ビジョメガネ デンシ Ver.南明奈
  - FREE版<Lite版>
  - マガストアEDITION<Special版>